# The Bat People
The Bat People est un film américain d'horreur réalisé par Jerry Jameson, sorti en 1974.

## Synopsis
Après avoir été mordu par une chauves-souris dans une caverne, un docteur se transforme en homme-chauves-souris.

## Fiche technique
- Titre : The Bat People
- Titre original : The Bat People
- Titre anglophone alternatif : It Lives By Night et It’s Alive
- Réalisation : Jerry Jameson
- Scénario : Lou Shaw
- Production : Lou Shaw
- Directeur de la photographie : Matthew F. Leonetti
- Éditeur : Tom Stevens
- Maquillage : Stan Winston
- Composition musicale : Artie Kane
- Studio de production : American International Pictures
- Pays de production : États-Unis
- Format : Couleur
- Genre : Horreur
- Durée : 95 minutes
- Date de sortie : 30 janvier 1974 (États-Unis)

## Distribution
- Stewart Moss - Dr. John Beck
- Marianne McAndrew - Cathy Beck
- Michael Pataki - Sergeant Ward
- Paul Carr - Dr. Kipling
- Arthur Space - Tramp
- Robert Berk - Propriétaire du motel
- Pat Delaney - Ms. Jax
- George Paulsin - Garçon dans le camion
- Bonnie Van Dyke - Fille dans le camion
- Jennifer Kulik - Infirmière
- Laurie Brooks Jefferson - Infirmière
- Herb Pierce - Garde forestier (non crédité)